# Neonacismus
Neonacismus je ultrapravicová politická ideologie vycházející z nacismu. Ideologie vznikla po druhé světové válce. Ve většině zemí je zakázán jakožto ideologie směřující k porušování lidských práv.[zdroj⁠?!]

## Myšlenky neonacismu
Neonacisté vycházejí z teze o nadřazenosti bílé rasy. Hlavním nepřítelem neonacistů jsou přistěhovalci, politická levice, liberálové, Romové, homosexuálové, anarchisté, komunisté a především Židé. Neonacisté viní Židy z mnoha nešvarů společnosti a přisuzují jim rozsáhlá mezinárodní spiknutí za účelem ovládnutí světa, což pramení z víry v různé konspirační teorie. Program je často populistický, většinu problémů státu vidí v ideologii multikulturalismu a liberální levicovosti, činnosti Židů, přistěhovalců a etnických menšin a přichází s radikálními řešeními, mnohdy neslučitelnými s demokratickým zřízením.
Rozdíl mezi neonacismem a klasickým nacismem je v časovém vymezení (nacismus vznikl ve 20. letech 20. století, neonacismus po druhé světové válce) a rovněž v odklonu od pangermanismu a od tezí o vyvolenosti německého národa (neonacisté z germánských zemí většinou tyto ideologie stále uznávají, zatímco neonacisté z negermánských zemí se od nich spíše odklánějí, ale většinou pak s neonacisty vyznávajícími tyto ideologie spolupracují) k bílému nacionalismu.

## Neonacismus v politice

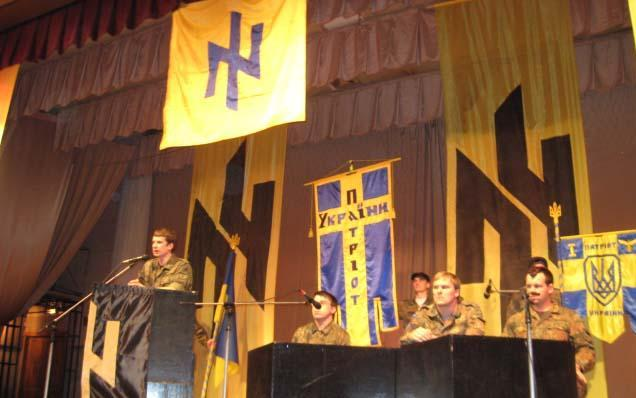
Andrej Biletský, předseda hnutí Patriot Ukrajiny a velitel Azovského praporu

Jednotlivé státy se k hlásání neonacismu a politickému organizování neonacistů staví různě. Liberální jsou například v Dánsku nebo ve Spojených státech amerických, kde je hlásání neonacismu stejně jako jiných politických směrů chráněno coby součást svobody slova, neonacistické strany se mohou účastnit politické soutěže a je dovoleno volně užívat (neo)nacistické symboliky. Naopak státy jako Německo či Česká republika projevy neonacismu trestají. I přes zákazy se však neonacisté v takových státech sdružují, třebaže bývají nuceni kvůli riziku postihu své skutečné názory skrývat.
Liší se rovněž charakter právních norem používaných proti neonacistům. Například v Německu existuje veřejně dostupný seznam zakázaných nacistických symbolů,[zdroj?] zatímco v Česku soudy posuzují symboly ad hoc na základě posudků soudních znalců.
Někteří členové Azovského praporu a dalších dobrovolnických praporů spadajících pod ukrajinské ministerstvo vnitra, které nesly hlavní břemeno bojů s proruskými separatisty na východní Ukrajině, se v minulosti hlásili k neonacismu. V roce 2018 bylo na Ukrajině spácháno krajně pravicovými radikály a neonacisty několik desítek útoků proti romské menšině.
Krajní pravice v Rusku zahrnuje řadu různých ideologických proudů, včetně neonacistů. K nejvýznamnějším ruským neonacistickým stranám patří NSO, SS a DPNI. Podle ruské nevládní organizace Sova jen v letech 2004–2012 došlo oficiálně v Rusku k 549 rasově motivovaným vraždám a skoro 3500 vážným zraněním ne-ruských obyvatel. V roce 2013 bylo v Rusku jen při oficiálně registrovaných xenofobních, rasistických a ideologicky motivovaných útocích zavražděno minimálně 20 lidí, nejméně 173 lidí při nich utrpělo zranění. V lednu 2016 Německo odpojilo portál Altermedia, který je považován za ústřední německý neonacistický web. Web byl podle německé prokuratury provozován z ruského serveru.
V Německu bylo v roce 2012 evidováno 26 000 krajně pravicových extremistů, včetně 6 000 neonacistů. Neonacistické organizace nejsou v Německu postaveny mimo zákon.